# Bruine bosbekerzwam
De bruine bosbekerzwam (Peziza arvernensis) is een schimmel die behoort tot de familie Pezizaceae. Hij leeft saprotroof, op voedselrijke grond onder loofbomen, vooral bij Fagus.

## Kenmerken

### Kenmerken
Het ascocarpen (vruchtlichamen) zijn schotelvormig tot vlak. De diameter is 3 tot 7 cm en in uiterzonderlijke gevallen kan dit zelfs tot 10 cm groot worden. De buitenkant van de vruchtlichamen is lichtbruin, terwijl de binnenkant bruin is. Peziza vesiculosa en Peziza violacea zijn vergelijkbaar, jonge exemplaren van de laatste hebben een violette tint. Deze schimmel heeft geen steel. Het vlees is kwetsbaar. Het heeft geen duidelijke geur.

### Microscopische kenmerken
De asci zijn cilinder, amyloïde, typisch 300 × 15 µm. De sporen liggen serieel gerangschikt per acht in de ascus. De ascosporen zijn elliptisch, het oppervlak is glad als het onvolgroeid is, fijnstekelig als het volgroeid is, zonder guttules (oliedruppeltjes) met een afmeting van 17-19 × 8-10,5 µm (Q = 1,7 tot 2,0). De parafysen zijn glad, cilindrisch, doorgaans 4 µm in doorsnede met enigszins gekopte uiteinden, typisch 5 tot 7 µm breed.

## Ecologie
Peziza arvernensis komt voor op vochtige grond in loof- en gemengde bossen, meestal bij beukenbomen, maar soms ook op zaagsel en houtspaanders.

## Verspreiding
Deze soort is wijdverbreid in Europa met een paar waarnemingen uit Noord- en Zuid-Amerika. In Nederland komt de bruine bosbekerzwam vrij zeldzaam voor. Hij staat niet op de rode lijst en is niet bedreigd.

## Foto's

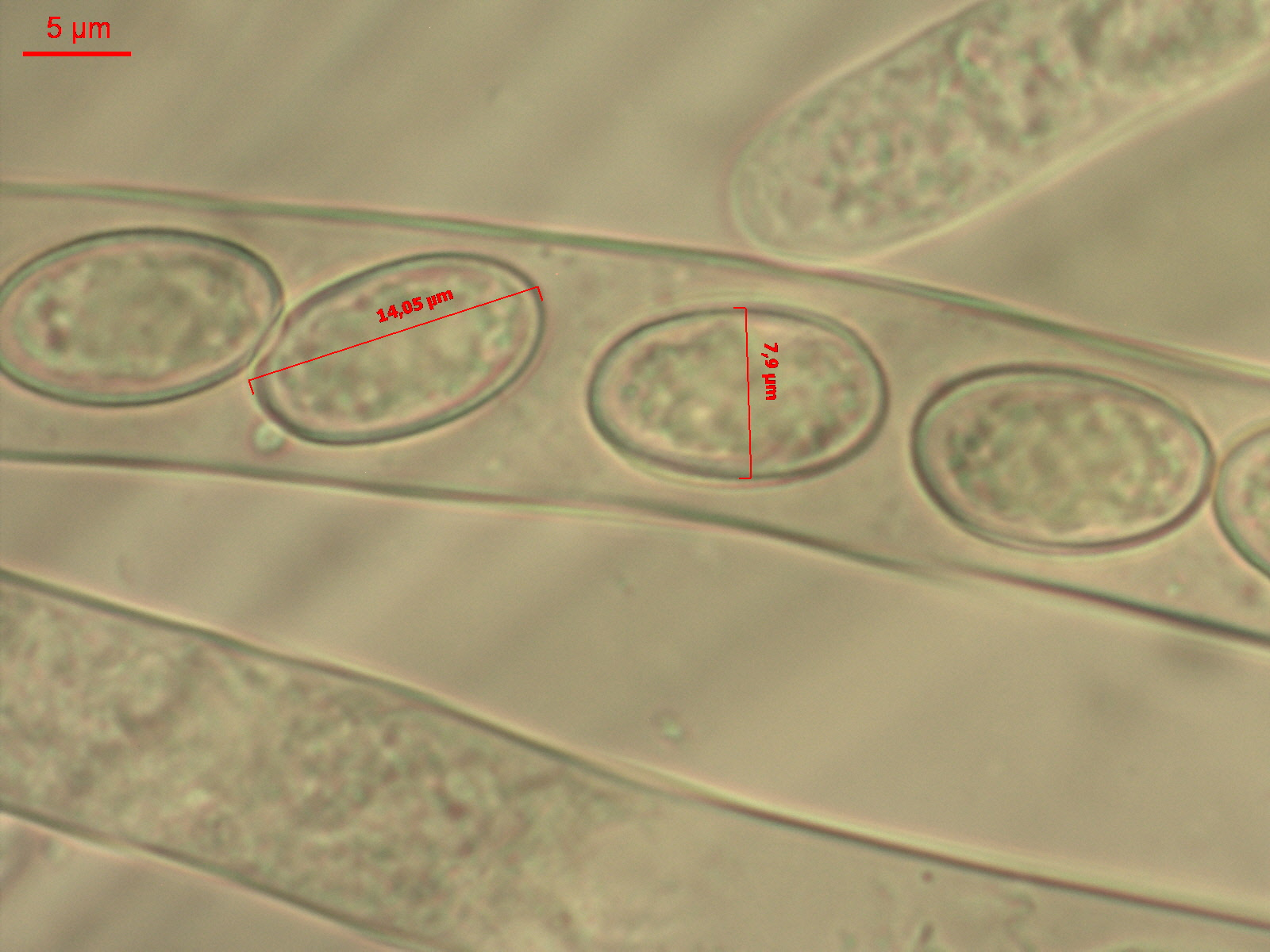
Sporen
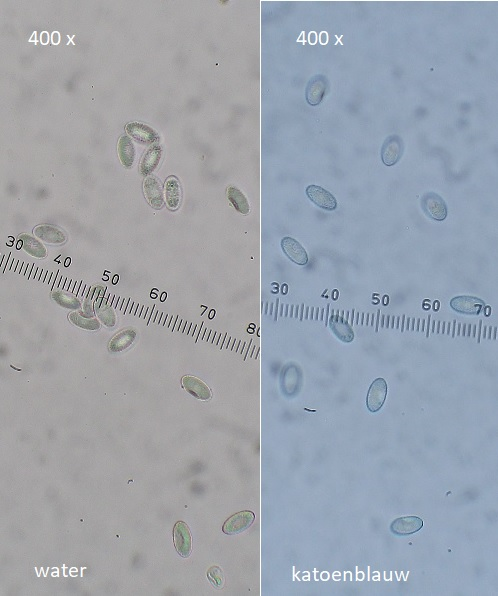
Sporen in water en katoenblauw
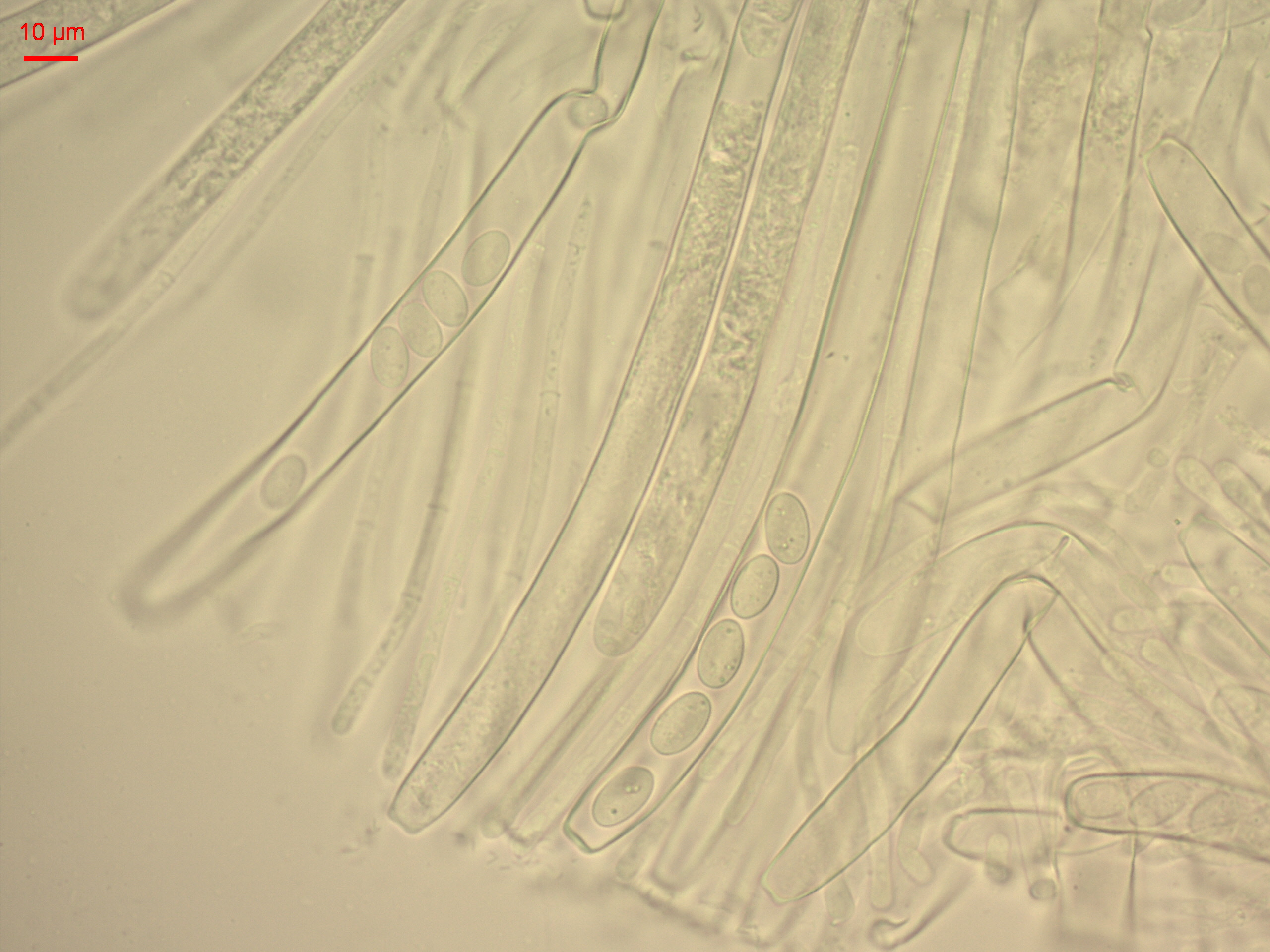
Asci
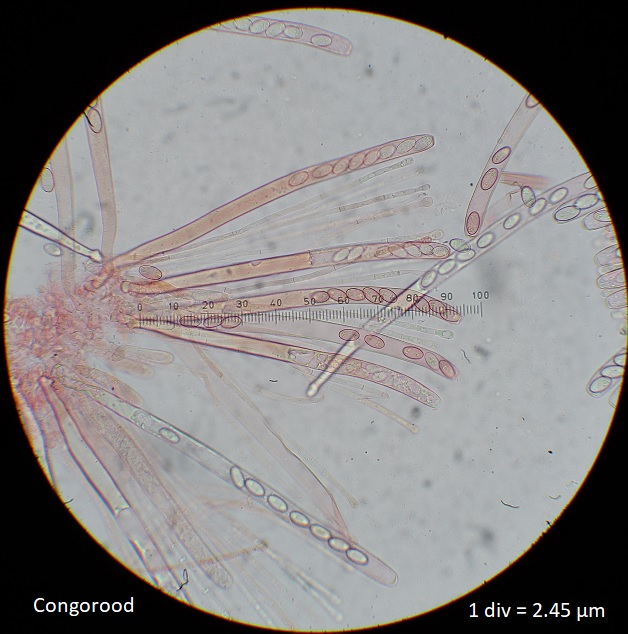
Asci en parafysen in congorood
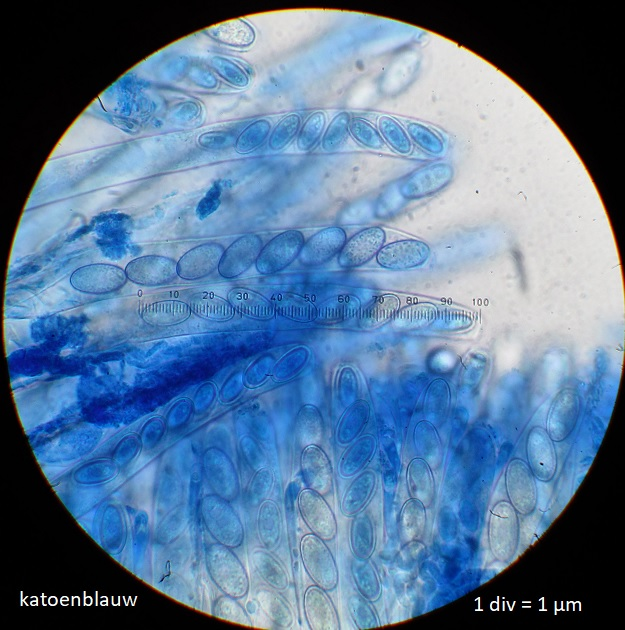
Asci in katoenblauw